# Aconia Fabia Paulina

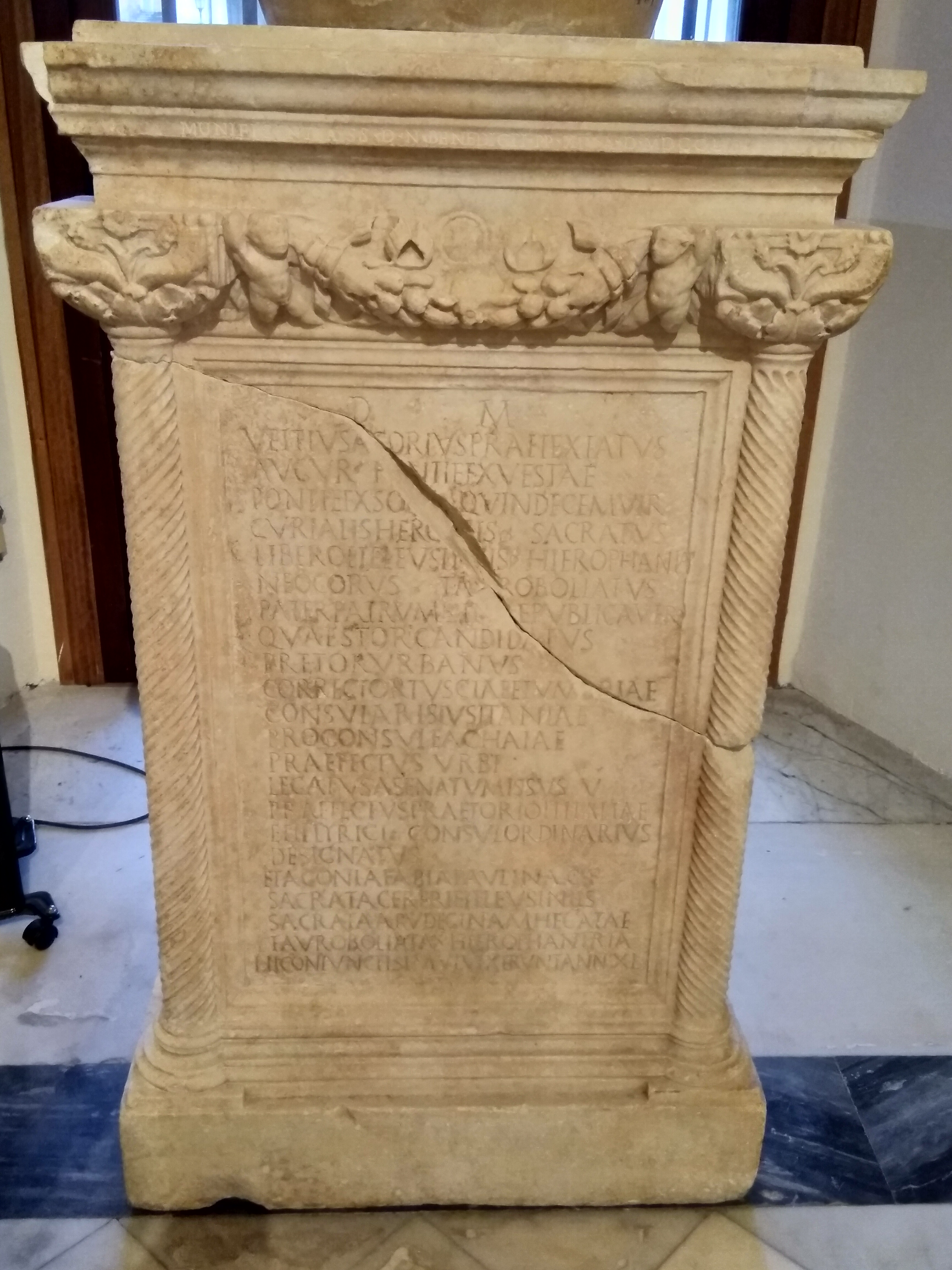
Altar funerario de Vetio Agorio Pretextato y su esposa Aconia Fabia Paulina.

Aconia Fabia Paulina (fallecida c. de 384) fue una noble romana y una importante exponente del paganismo en una época en que el Imperio romano se estaba convirtiendo al cristianismo.

## Biografía
Paulina era hija de Fabio Aconio Catullino Filomazio, un prominente aristócrata que ocupó los cargos de praefectus urbi de Roma en 342-344 y cónsul en 349. En 344, Paulina se casó con Vetio Agorio Pretextato, un destacado exponente de la aristocracia senatorial romana, importante oficial imperial y miembro de varios círculos paganos; Paulina fue iniciada en los misterios eleusinos y en los misterios lernianos de Dioniso y Deméter, y se dedicó a varias deidades femeninas, como Ceres, Hécate (de la que era hierofante), la Magna Mater (como tauroboliata) e Isis.
Pretextato y Paulina eran propietarios de al menos dos casas. El primero estuvo ubicado en el monte Esquilino, probablemente situado entre la via Merulana y la vía de la Colina del Oppio en Roma, donde se encuentra el moderno Palazzo Brancaccio. El jardín alrededor del palacio, el llamado Horti Vettiani, se extendía hasta la moderna estación de trenes Roma Termini. Las investigaciones arqueológicas en esta área arrojaron varios descubrimientos relacionados con la familia de Pretextato. Entre ellos estaba la base de una estatua dedicada a Coelia Concordia, una de las últimas Vírgenes Vestales, que había erigido una estatua en honor de Pretextato después de su muerte (384); a cambio de este honor, que provocó la reprobación de Quinto Aurelio Símaco sobre la base de que las vestales nunca erigieron estatuas para los hombres, Paulina dedicó una estatua a Concordia. También tenían una casa en el monte Aventino.
En la base del monumento funerario a Pretextato, Paulina tenía inscrito un poema compuesto por ella misma, que celebraba a su esposo y su amor, un poema derivado probablemente de la oración que Paulina leyó en el funeral de su esposo. Jerónimo cita este poema en una carta en la que se burla de Pretextato, alegando que no estaba en el paraíso sino en el infierno.
Paulina murió poco después de su marido. Su hijo o hija les dedicó un monumento funerario con estatuas en su casa.